# Mesedra munda
Mesedra munda là một loài bướm đêm trong họ Geometridae.